# Німфейський договір (1261)

Візантійська імперія до 1265

Німфейський договір 1261 — угода, укладена в місті Німфей (зараз Кемальпаша в Туреччині) представниками Нікейської імперії та Генуезької республіки. Договір надавав Генуї найширші торгові привілеї в обмін на допомогу у відвоюванні Константинополя, колишньої столиці Візантії.

## Підготовка
Ініціатива в укладені договору виходила від Генуї, яка прагнула помститися венеційцям за свої поразки в палестинській війні Святого Сави, особливо — за вигнання з Акри в 1258 році, і, у свою чергу, вигнати своїх ворогів з Константинополя. Згідно з генуезькими анналами, «пам'ятаючи венеційські образи, генуезці не зупинялися ні перед чим для того, щоб створити труднощі для своїх супротивників». Пропозиція Генуї була дуже цікавою для нікейського імператора Михайла VIII Палеолога, якому невдала облога Галати навесні 1260 показала необхідність мати сильний флот для відвоювання Константинополя у латинян. Михайло, стурбований чутками про те, що папа римський збирає війська для допомоги Латинській імперії, сподівався знайти в Генуї природного союзника проти венеційців; останніх Нікейський імператор хотів повністю вигнати за межі держави.
Наприкінці 1260 з Генуї на схід відбули посли Гвіллермо і Гварнері, наділені необмеженими повноваженнями. Договір був укладений 13 березня 1261 в місті Німфей, що належало Нікеї, розташованому в Малій Азії. 28 квітня текст договору був підписаний Михайлом VIII, а потім відправлений до Генуї з Нікейським посольством, до якого входили паракимомен Ісаак Дука, дядько імператора, Феодор Квірікіот і архідиякон Лев. 10 липня договір був ратифікований генуезькою владою.

## Умови договору
Німфейскій договір являв собою аналог хрісовула 1082 року, яким Олексій I Комнін дарував торгові привілеї венеційцям. Грецький текст Німфейского договору не зберігся. Умови договору відомі з латинського тексту в генуезьких регістрах (існують також дві латинські копії, пергаментна 1267 і паперова 1285). Генуя отримувала повну свободу торгівлі на всій території імперії, а також в Чорному морі, яке оголошувалося відкритим тільки для грецьких, генуезьких і пізанських суден. Генуя також отримувала право заснувати факторії в Смірні, Алеа, Адрамітіі, Фесалоніках, Сосандрах, на Хіосі, Лесбосі, а також на Евбеї та Криті, ще не відвойованих греками. Всі венеційські володіння у Константинополі та інших регіонах передавалися Генуї, а венеційські кораблі повинні були бути вигнані з усіх портів. У свою чергу, Генуя зобов'язалася послати флот для захоплення Константинополя, озброїти за рахунок Нікеї 50 кораблів і надати грецьким купцям незначні торгові привілеї в Лігурії. Будь-який генуезець, який проживав в імперії міг бути зарахований до грецького війська, але залишався підсудний тільки своїм консулам і подесті Константинополя. Зі списку держав, проти яких могли битися генуезці були виключені Кілікійська Вірменія, Кіпрське королівство та Ахейське князівство.

## Наслідки
Німфейскій договір не приніс грекам жодних практичних результатів. Допомога генуезьких кораблів в Босфорі не знадобилася — нікейці зайняли Константинополь власними силами (25 липня 1261). Навпаки, договір негативно вплинув на всю подальшу історію Візантії, став найбільшою помилкою візантійської дипломатії. Було покладено початок генуезькому пануванню в Чорному морі і на ринку самого Константинополя. В 1265 році Михайло VIII, побоюючись економічного посилення Генуї, повернув венеційцям частину прав, дозволивши їхнім кораблям доступ у Чорне море.